# That Old Feeling (Lied)
That Old Feeling ist ein Lied, das von Sammy Fain komponiert und von Lew Brown getextet wurde; es wurde im Jahr 1937 in dem Film Vogues of 1938 veröffentlicht. Das Lied erhielt eine Oscarnominierung als „bester Filmsong,“ führte 1937 die US-Charts an und entwickelte sich seit den 1950er Jahren zum Jazzstandard.

## Entstehungsgeschichte und Verwendung im FilmVogues of 1938
Brown kam mit dem fertigen Text des Liebesliedes zu Fain, der zu dem Text die passende Melodie fast vollständig während eines Treffens entwickelte. Der Text handelt davon, dass die Liebe noch nicht vorbei ist, sondern als der Sänger die fragliche Person letzte Nacht sah, er wieder das alte Gefühl hatte und in dem Moment, wo sie ihn ansah, sein Herz stillstand.
Das Lied wird in dem Film verwendet, als die Protagonisten einen Supper Club besuchen: Dort singt Virginia Verrill (1916–1999) die Ballade, umrahmt von einer Stepptanzeinlage von George Tapps (1911–1997).

## Weitere Versionen
Shep Fields and His Rippling Rhythm Orchestra nahmen das Lied auf und waren damit 13 Wochen in den US-amerikanischen Charts, davon vier Wochen auf Platz eins. Auch Jan Garber and His Orchestra kamen damit im selben Jahr in die Charts, allerdings nur bis auf Platz 10. That Old Feeling war mehrfach auf dem Spitzenplatz von Your Hit Parade, so in der Interpretation von Jane Froman.
Das Lied wurde vielfach gecovert, unter anderem von Ella Fitzgerald, Rod Stewart und Frank Sinatra, der das Lied erstmals 1946 in seiner Radioshow gemeinsam mit André Previn in einem Medley interpretierte und 1947 mit Axel Stordahl aufnahm; 1960 spielte er das Stück noch einmal mit dem Orchester von Nelson Riddle ein.
Es wurde auch zu einem bekannten Jazzstandard: Bereits 1938 spielte Teddy Wilson eine Solo-Klavierfassung von That Old Feeling ein. Weitere Instrumentalisten wie Fats Waller, Count Basie (1955) und Chet Baker (1956) folgten. Aber auch Sänger wie Peggy Lee, Annie Ross, Anita O’Day, Joan Regan und Frankie Laine (in einer Jamsession mit Buck Clayton 1955) trugen dazu bei, dass That Old Feeling einen festen Platz im Repertoire der Jazzmusiker erhielt; so entstanden auch Einspielungen von Diana Krall, Jay Leonhart oder Roy Haynes. Tom Lord listet im Bereich des Jazz 312 Coverversionen des Titels.

## Weitere Verwendung im Film
Jane Froman sang das Lied 1952 für den Film With a Song in My Heart, wo sie Susan Hayward doubelte. Woody Allen verwendete den Song mehrfach, sowohl in seinen Filmen Radio Days (1987) und Husbands and Wives (1992) als auch in Celebrity (1998, dort von dem Album Getz Meets Mulligan in HiFi.)
Das Lied wurde schließlich in der Filmkomödie That Old Feeling, zu Deutsch Noch einmal mit Gefühl aus dem Jahr 1997 zum titelgebenden Leitmotiv, wo es einerseits Patrick Williams interpretierte. In dem Film wird andererseits auf eine Fassung von Louis Armstrong und Oscar Peterson aus dem Jahr 1956 zurückgegriffen.